# Rudolf Bial

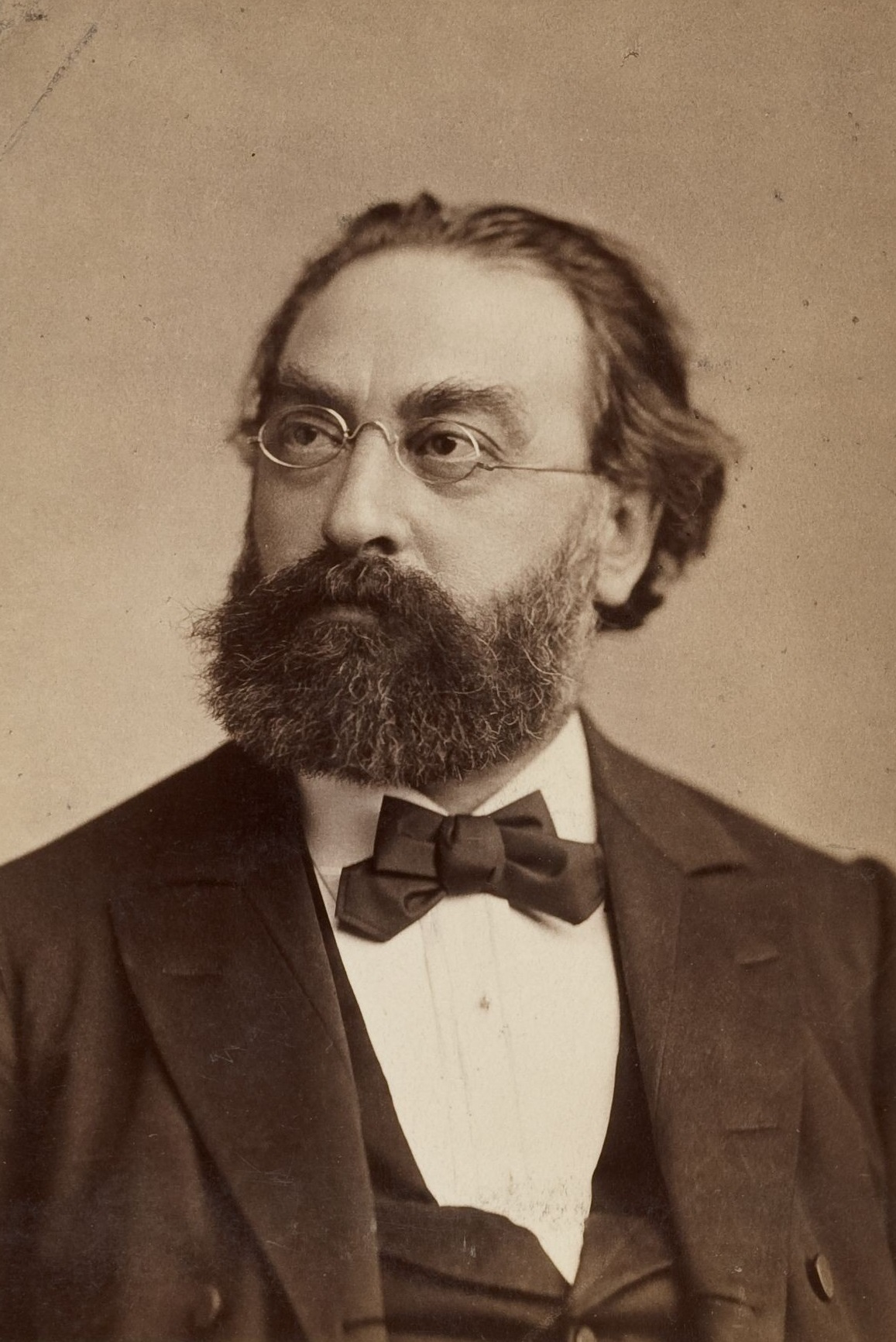
Rudolf Bial

Rudolf Bial (* 26. August 1834 in Habelschwerdt, Provinz Schlesien; † 23. November 1881 in New York) war ein deutscher Violinist, Komponist, Dirigent und Theaterdirektor.

## Leben
Bial war ein Sohn von Adolph (Abraham) Bial (1808–1866) und dessen Frau Henriette (geborene Freund). Er erhielt seine musikalische Ausbildung in Breslau, wo er schon im Alter von 15 Jahren als erster Violinist in der Kapelle des dortigen Stadttheaters angestellt wurde, wo er bis 1853 blieb. Er war von 1854 bis 1856 Kapellmeister in Lübeck, machte dann als Violinvirtuose gemeinsam mit seinem Bruder Karl eine Konzertreise bis nach Afrika und Australien. Anschließend ließ er sich in Berlin nieder und wurde 1864 an August Conradis Stelle Kapellmeister am Wallner-Theater. Er führte von 1876 bis 1879 die Direktion der Italienischen Oper am Krollschen Theater, dessen Repertoire er durch die Pflege der deutschen und italienischen Oper veredelte. 1879 siedelte er nach New York über, leitete dort eine Konzertkapelle (Rudolph Bilas Orchestra) und war als Kozertunternehmer tätig. Mit seinem Orchester trat er unter anderem in der Koster & Bial’s Concert Hall (auch als „Koster & Bial’s Music Hall“ bezeichnet) auf und begleitete den Pianisten Constantin Sternberg, den Violinisten August Wilhelmj und die Sopranistin Letitia Fritsch bei einem Auftritt. Es gab dort auch komplette Vorstellungen, so beispielsweise 1879 An Evening with Rudolph Bial’s Orchestra.
Bial starb im Jahr 1881 im Alter von 47 Jahren in New York.

## Familie
Bial heiratete im Jahr 1859 in Berlin Therese Graupe (geboren am 15. August 1836 in Französisch Buchholz), die Tochter von Mariane und Heinrich Ehrenbaum. Sie hatten einen Sohn Ernst Adolph Bial, der 1874 in Berlin geboren wurde.
Sein Bruder Karl Bial (14. Juli 1833 – 20. Dezember 1892) wirkte als Klaviervirtuose, Komponist und Musiklehrer in Berlin. Er hinterließ mehrere Stücke für Klavier und Lieder.
Der in Berlin geborene Brauer Albert Bial (25. November 1842 – 14. August 1897), Mitbegründer der Koster & Bial’s Music Hall (Ecke Sixth Avenue und 23rd Street), war sein Cousin.

## Werke (Auswahl)
Unter Bials zum Teil populär gewordenen Kompositionen (im ganzen 130 Nummern) hatte seine Operette Der Herr von Papillon (1868) den größten Erfolg. Er galt als fruchtbarer Komponist von Possen, Operetten, Orchesterwerken und Tänzen.
- 1872: Die Mottenburger, Posse mit Musik
- 1874: Mein Leopold, Posse mit Musik (Gesangsposse in drei Akten), Erstaufführung 28. September 1874
- 1875: Der Liebesring, Posse mit Musik (Gesangsposse in drei Akten), Erstaufführung 4. Dezember 1875, Berlin, Städtisches Friedrich-Wilhelm Theater
- 1876: Der Registrator auf Reisen, Posse mit Musik (Gesangsposse in drei Akten), Erstaufführung 12. Februar 1876
- Ehrliche Arbeit, Posse mit Musik (Gesangsposse in drei Akten)
- Von Stufe zu Stufe, Posse mit Musik
- Hopfenraths Erben, Posse mit Musik
- Comtesse Helene, Posse in drei Akten
- Fest-Polonaise für Pianoforte, Violine, Violoncello, Flöte, Klarinette und Cornet à Pistons

Märsche:
- Donato-Marsch für Pianoforte, 1865.
- Kladderadatsch-Jubiläums-Marsch, 1866, anlässlich der Feier des Erscheinens der tausendsten Nummer der politisch-satirischen Wochenzeitung Kladderadatsch.